# لوبيلية متباينة الأوراق
لوبيلية متباينة الأوراق (الاسم العلمي:Lobelia heterophylla) هي نوع من النباتات تتبع جنس اللوبيلية من الفصيلة الجريسية.